# Hammersly
Hammersly är en udde i Antarktis. Den ligger i Östantarktis. Australien gör anspråk på området.
Terrängen inåt land är platt. Havet är nära Hammersly åt nordost.  Trakten är obefolkad. Det finns inga samhällen i närheten.